# Alphonse Choteau
Alphonse Paul Albert Choteau, né le 28 mai 1883 à Marly (Nord) et mort le 29 mai 1936 à Saint-Denis (La Réunion), est un administrateur colonial français qui fut gouverneur du Niger, de La Guadeloupe et de La Réunion.

## Biographie
Alphonse Choteau est diplômé de l'École coloniale de Paris. Il commence en 1906 sa carrière dans l'administration coloniale en Afrique occidentale française. Pendant la Première Guerre mondiale, il est officier dans l'infanterie. Il est nommé gouverneur du Niger en 1930, succédant à  Jules Brévié
Il devient ensuite gouverneur de La Guadeloupe. Lors de Ouragan Okeechobee, la micro- centrale hydroélectrique de Dolé est partiellement détruite. Sa remise en état ainsi que tout le réseau est prise en charge par le groupe Munich. À cause de la méconnaissance des conseillers-généraux dans le domaine de l’électricité, c'est un gouffre financier. Choteau devra pendant toute sa gouvernance trouver une solution régler le conflit entre le Conseil Général et le groupe Munich,.
En 1934, il est transféré au même poste à La Réunion. Il participe avec l'aide de sa femme à la création d'une association pour la défense contre la tuberculose et en 1935, un laboratoire est créé pour la vaccination des nouveau-nés. Il mène une campagne contre l'importation et la consommation de l'opium. Lors des élections législatives de 1936, de violentes émeutes dans une atmosphère de fraude électorale font plusieurs morts à  Sainte-Suzanne dont certains sont tués sous les balles de la gendarmerie. Mgr Cléret de Langavant fait réciter le De profundis dans sa cathédrale pour les victimes, ce qui provoque sa convocation par le gouverneur. Alphonse Choteau tombe malade à la fin de son mandat et meurt de diabète après deux mois de souffrances à l'âge de 53 ans. Sa dépouille est transférée au cimetière Saint-Roch de Valenciennes.
Il est remplacé le 18 juin 1936 par Léon Truitard.

## Distinction
- Chevalier de la Légion d'honneur